# Barman

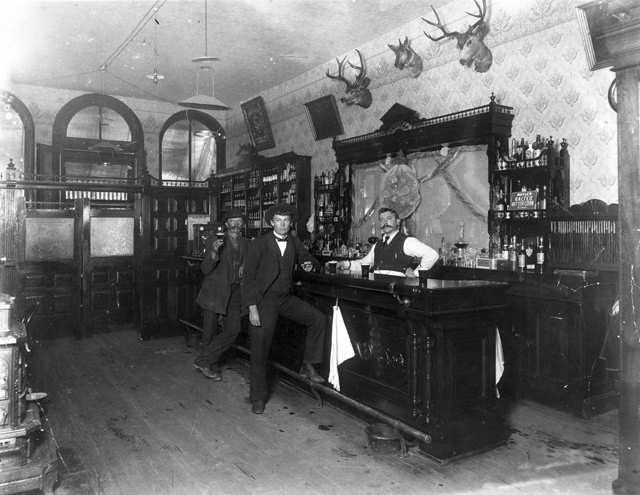
1897

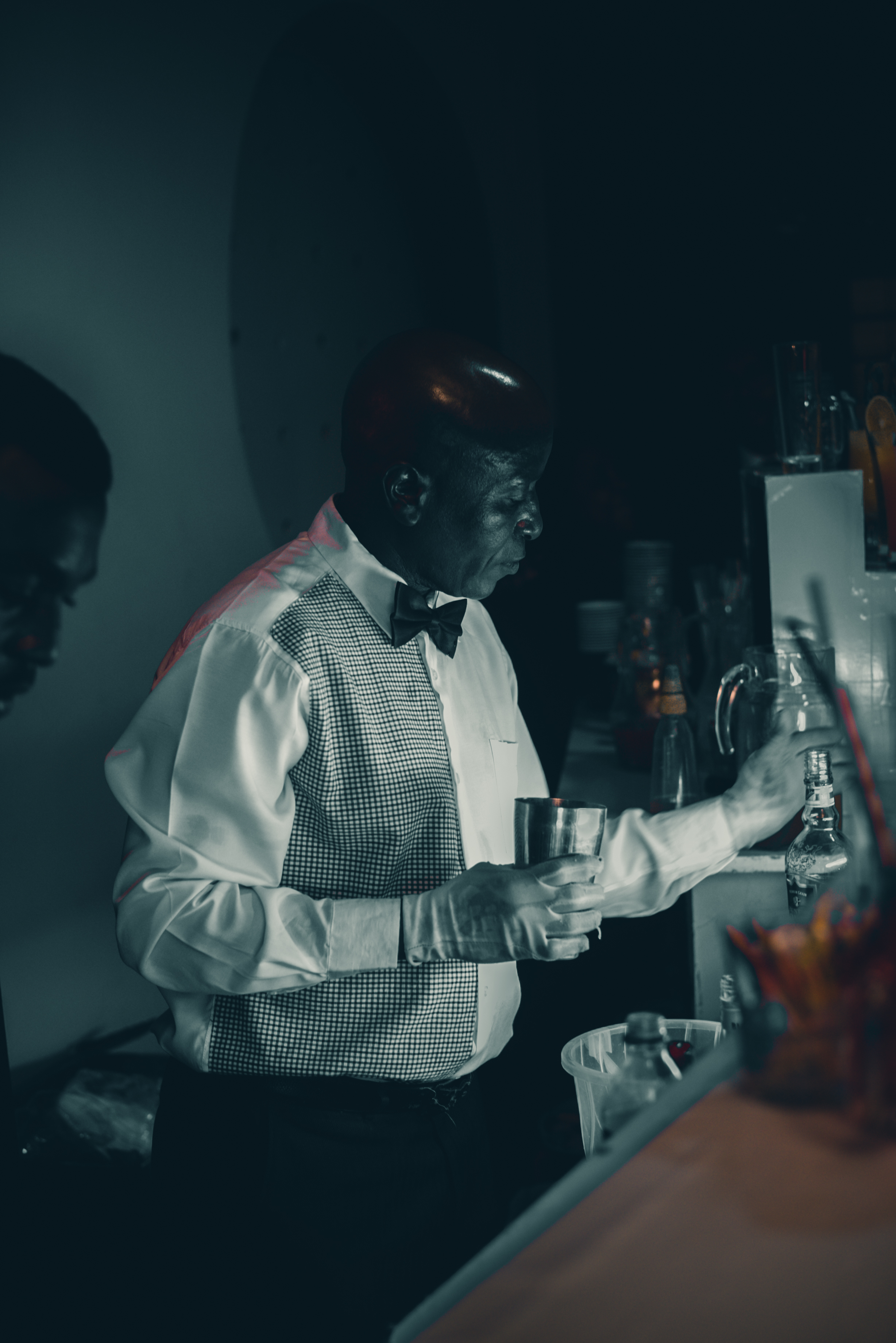
Barman (Tanzanie, 2014)

Barman (říká se mu také bartender) je odborníkem - profesionálem v přípravě míchaných nealkoholických a alkoholických nápojů. Pracovištěm barmana je barový pult a jeho zázemí.
Barman připravuje tabule – bankety, rauty, recepce, dokončuje jídla a dává jim konečnou úpravu. Musí ovládat různé receptury. Stará se o zařízení baru – sklenice, mixery, šejkry, zabezpečuje chlazení, ošetřování ovoce, přísad, ostatních surovin, nápojů. Respektování hygienických předpisů a úzkostlivé dodržování čistoty je v tomto povolání samozřejmostí. Podává nápoje v místech k tomu určených, tzn. v barech. Zákazníky obsluhuje u pultu, případně přebírá objednávky od číšníků pro obsluhu u stolu. Práce barmana se většinou odehrává před očima hostů. Míchá, prostírá, servíruje nápoje a zúčtovává peníze.
Barman je jedna z kvalifikací Národní soustavy kvalifikací (NSK).

## Slavní barmani a jejich drinky
Harry Mac Elhoe - Bloody Mary (1921), Sidecar (1931)
Andrew Mac Elhoe - Blue Lagoon (1972)